# Gunnera
Gunnera és un gènere d'angiospermes herbàcies, algunes d'elles gegantines. Aquest gènere de vegades es considera com monotípic dins la família Gunneraceae. Són plantes natives d'Amèrica del Sud, Austràlia, Nova Zelanda, Papuàsia, Hawaii, illes del sud-est asiàtic, Àfrica i Madagascar.
Té unes 40-50 espècies. La de fulles més grosses (1,5 a 2 m) és Gunnera manicata, nativa de Serra do Mar al Brasil.

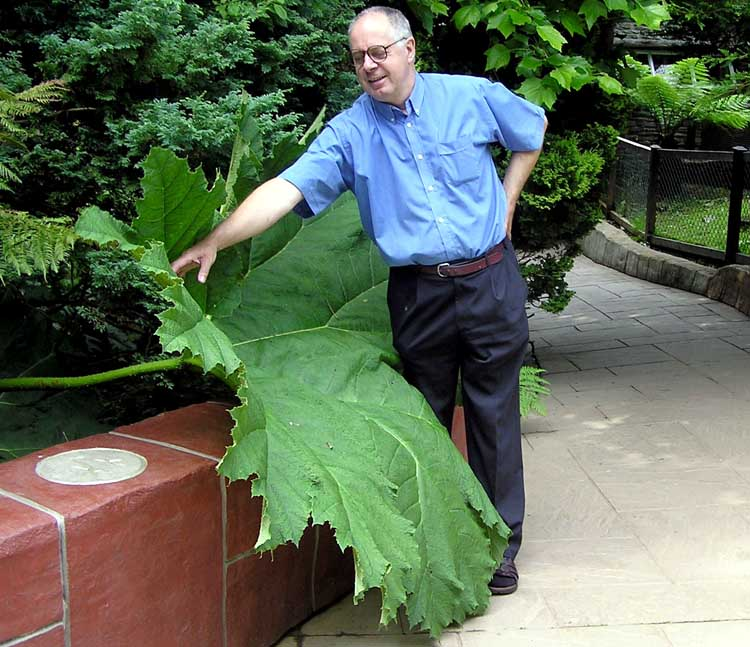
Gunnera manicata Devon, Anglaterra

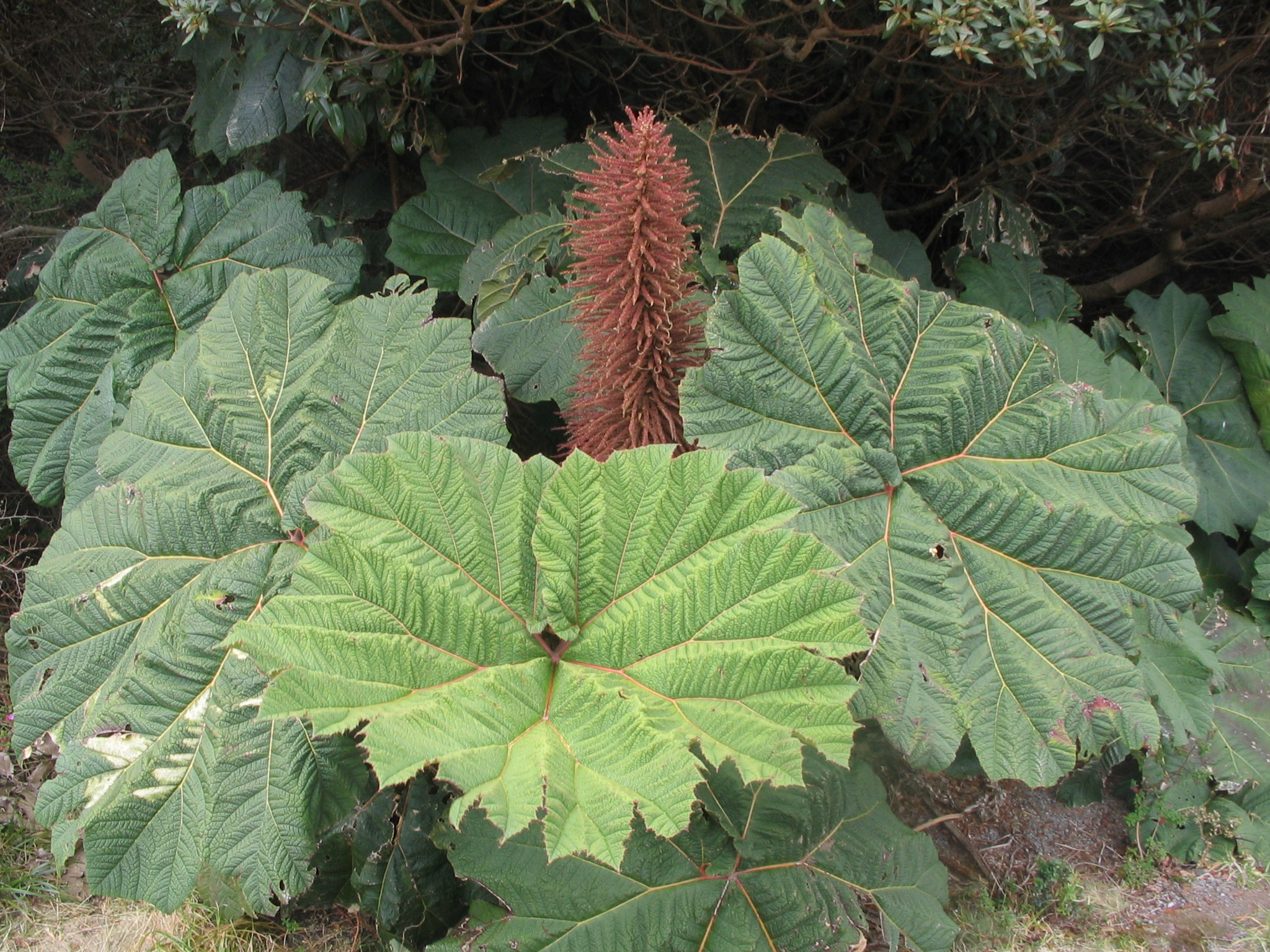
Gunnera insignis Costa Rica

Aquest gènere rep el seu nom en honor del botànic noruec Johann Ernst Gunnerus.

## Espècies[1]
1. Gunnera aequatoriensis - Equador
2. Gunnera albocarpa - Nova Zelanda
3. Gunnera annae - Perú, Bolívia
4. Gunnera antioquensis L.E.Mora - Colòmbia
5. Gunnera apiculata - Bolivia, Argentina
6. Gunnera arenaria - New Zealand
7. Gunnera atropurpurea - Colombia, Ecuador
8. Gunnera berteroi - Bolivia, Argentina, Chile
9. Gunnera bogotana - Colombia
10. Gunnera bolivari - Peru, Ecuador
11. Gunnera bracteata - Illa Robinson Crusoe a Xile
12. Gunnera brephogea - Colombia, Ecuador, Peru
13. Gunnera caucana - Colombia
14. Gunnera colombiana - Colombia, Ecuador
15. Gunnera cordifolia - Tasmània
16. Gunnera cuatrecasasii - Colombia
17. Gunnera densiflora - New Zealand
18. Gunnera dentata - New Zealand
19. Gunnera diazii - Colombia
20. Gunnera flavida - New Zealand
21. Gunnera garciae-barrigae - Colombia
22. Gunnera hamiltonii - New Zealand
23. Gunnera hernandezii - Colombia
24. Gunnera herteri Osten - Uruguay, S Brazil
25. Gunnera insignis - Panama, Nicaragua, Costa Rica
26. Gunnera kauaiensis - Kauai a Hawaii
27. Gunnera killipiana - Chiapas, Guatemala, Honduras
28. Gunnera lobata - Tierra del Fuego
29. Gunnera lozanoi - Colòmbia
30. Gunnera macrophylla - Papuasia, Indonèsia, Filipines
31. Gunnera magellanica - W + S d'Amèrica del Sud, Illes Malvines.
32. Gunnera magnifica - Colombia
33. Gunnera manicata - S Brasil
34. Gunnera margaretae - Peru, Bolivia
35. Gunnera masafuerae - Alejandro Selkirk Island (Isla Mas Afuera) a Xile
36. Gunnera mexicana - Veracruz, Chiapas
37. Gunnera mixta - New Zealand
38. Gunnera monoica - New Zealand incl Chatham Islands
39. Gunnera morae - Colombia
40. Gunnera peltata - Robinson Crusoe Island in Chile
41. Gunnera perpensa - Africa, Madagascar
42. Gunnera peruviana - Ecuador, Peru
43. Gunnera petaloidea - Hawaii
44. Gunnera pilosa - Peru, Bolivia, Ecuador
45. Gunnera pittieriana - Venezuela
46. Gunnera prorepens- New Zealand
47. Gunnera quitoensis - Ecuador
48. Gunnera reniformis - New Guinea
49. Gunnera saint-johnii - Colombia
50. Gunnera sanctae-marthae - Colombia
51. Gunnera schindleri - Bolivia, Argentina
52. Gunnera schultesii - Colombia
53. Gunnera silvioana - Ecuador, Colombia
54. Gunnera steyermarkii - Venezuela
55. Gunnera strigosa- New Zealand
56. Gunnera tacueyana - Colombia
57. Gunnera tajumbina - Ecuador, Colombia
58. Gunnera talamancana - Costa Rica, Panama
59. Gunnera tamanensis - Colombia
60. Gunnera tayrona - Colombia
61. Gunnera tinctoria - Chile, Argentina
62. Gunnera venezolana - Venezuela

## Simbiosi amb cianobacteris
En la natura, totes les espècies de Gunnera formen simbiosi intracel·lular amb els bacteris fixadors de nitrogen cyanobacteria, exclusivament amb Nostoc punctiforme. Aquesta interacció intracel·lular és única entre les plantes amb flors.

## Usos
Les tiges de G. tinctoria (nalcas), del sud de Xile i Argentina són comestibles. A Xile són l'ingredient principal del plat trdicional anomenat curanto.
Gunnera perpensa es fa servir en la medicina tradicional africana.